# Stanisław Wróbel (poseł)
Stanisław Wróbel (ur. 13 marca 1917 w Tarnowie, zm. 7 września 2000) – polski ślusarz i polityk, poseł na Sejm PRL V, VI i VII kadencji.

## Życiorys
Uzyskał wykształcenie zasadnicze zawodowe. Więziony był w obozach koncentracyjnych w Auschwitz i Sachsenhausen. W kwietniu 1946 wrócił do Polski. Pracował jako ślusarz spawacz w Nadodrzańskim Zakładzie Przemysłu Lniarskiego „Odra” w Nowej Soli, a od 1952 jako brygadzista ślusarz w Zakładzie „Metalen” w Nowej Soli.
Od początku należał do Polskiej Zjednoczonej Partii Robotniczej. W 1954 został w niej sekretarzem podstawowej organizacji partyjnej, potem zasiadał w egzekutywie Komitetu Zakładowego. W 1969, 1972 i 1976 uzyskiwał mandat posła na Sejm PRL w okręgu Zielona Góra. Przez trzy kadencje zasiadał w Komisji Przemysłu Lekkiego, ponadto w trakcie V kadencji był członkiem Komisji Przemysłu Lekkiego, Rzemiosła i Spółdzielczości Pracy, w trakcie VI Komisji Drobnej Wytwórczości, Spółdzielczości Pracy i Rzemiosła, a w trakcie VII Komisji Handlu Wewnętrznego, Drobnej Wytwórczości i Usług.
Żonaty z Jadwigą (1922–2015). Oboje zostali pochowani w grobie na cmentarzu komunalnym w Nowej Soli.

## Odznaczenia
- Krzyż Kawalerski Orderu Odrodzenia Polski
- Złoty Krzyż Zasługi
- Srebrny Krzyż Zasługi
- Medal 10-lecia Polski Ludowej
- Medal 30-lecia Polski Ludowej